# Velké Chvojno
Velké Chvojno (tot 1948 České Chvojno en Duits: Böhmisch Kahn) is een Tsjechische gemeente in de regio Ústí nad Labem, en maakt deel uit van het district Ústí nad Labem. Velké Chvojno telt 851 inwoners (2023).

## Geschiedenis
- 1352 – De eerste schriftelijke vermelding van Velké Chvojno.
- 1998 – Velké Chvojno wordt een zelfstandige gemeente.[1]